# 다무라 나오야
다무라 나오야(일본어: 田村 直也, 1984년 11월 20일 ~ )는 일본의 전 축구 선수이다.

## 구단 경력
그는 2007년부터 2019년까지 J리그의 베갈타 센다이, 도쿄 베르디에서 활동하였다.